# 遊達人
遊 達人（ゆう たつと、1983年10月12日 - ）は、日本で活動している舞台俳優、殺陣師。現在、舞台俳優の活動は休止中となる。長崎県出身。血液型はO型。身長181センチ。

## 略歴

### 人物
声楽家の両親の元、幼少期より舞台に立つ。2003年の上京後は小劇場を中心に現代劇、時代劇、ミュージカル、オペラ等幅広いジャンルで活動。
2008年、幸村宏行を代表とする「武士道」を結成し、創立メンバーとなる。時代劇・殺陣・剣舞を中心に舞台やイベント等に出演していたが、2010年3月に同団体を退団。2012年から舞台俳優活動を休止しているが、しばしば縁のある団体の公演にて目撃情報が挙げられている。

## 出演作品

### ストレートプレイ
- 2005年8月 - 演劇集団なや塾「バンク・バン・レッスン」（銀行員1 役）
- 2006年8月 - 演劇集団なや塾「法王庁の避妊法」（荻野久作 役）
- 2007年4月 - 回天木馬「風花」
- 2007年6月 - 演劇集団 Slow Work 「赤鬼」（白銀 役）
- 2007年7月 - ELEGY KING STORE「鬼泪ーキルイー」（焔 役）
- 2007年12月 - 東京幕府「斜陽の果てに」（藤原国衡 役）
- 2008年5月 - 回天木馬「AdM　-アダム-」
- 2009年1月 - 東京幕府「KiZuNa」（冬馬蘭吉 役）
- 2009年7月 - 武士道「半蔵〜HANZOH」（室伏佐衣紋 役）
- 2009年4月 - ELEGY KING STORE「紅蓮の果てに継ぎし者」（浦添良迅 役）
- 2009年9月 - 今申楽 朧座「修禅寺」（三郎 役）
- 2010年1月 - 東京幕府「十兵衛」
- 2010年3月 - 武士道「才蔵-SAIZOH-」（霧隠才蔵 役）
- 2013年10月 - 武士道「宮本伊織〜激情の二天一流」（三井高利 役）
- 2014年6月 - 武士道「義経〜斜陽の果てに〜」」（藤原国衡 役）
- 2017年8月 - 武士道「巌流島」」（吉岡清十郎 役）

### ミュージカル
- NPO法人東京オペラ協会「アナテフカ物語」（モーテル 役）
- 2008年3月 - Seiren Musical Project「SHIROH」（松平伊豆守信綱 役）
- 2008年9月 - Seiren Musical Project「ミー・アンド・マイガール」（ジョン卿 役）
- 2011年12月 - Seiren Musical Project「NINE」（グイード・コンティーニ 役）

### オペラ
- NPO法人東京オペラ協会「フィガロの結婚」（フィガロ 役）
- NPO法人東京オペラ協会「魔笛」
- NPO法人東京オペラ協会「カルメン」
- NPO法人東京オペラ協会「忘れられた少年」（マンショ、少年マンショ、少年ジュリアン、仏僧 役）
- NPO法人東京オペラ協会「ザビエル」
- NPO法人東京オペラ協会「蓬莱の国 始皇帝と徐福」

### 殺陣指導
- 2010年3月 - Seiren Musical Project「ロマンシングガーデン」
- 2011年7月 - 天幕旅団「天幕版　東海道四谷怪談」
- 2013年7月 - 天幕旅団「波よせて、果てなき僕らの宝島（ネバーランド）」

| スタブアイコン | サブスタブ | この項目は、まだ閲覧者の調べものの参照としては役立たない、俳優（男優・女優）に関連した書きかけの項目です。この項目を加筆・訂正などしてくださる協力者を求めています（P:映画/PJ芸能人）。 |